# Šizuoka
Šizuoka (japonsky: 静岡市; Šizuoka-ši) je hlavní město prefektury Šizuoka na ostrově Honšú v Japonsku. Ve městě je také přístav (známá lodní trasa Šizuoka-Su-čou).

## Městské čtvrti
- Aoi-ku
- Suruga-ku
- Šimizu-ku

## Historie
Během období Edo byla Šizuoka nejprve obsazena Iejasuem Tokugawou. V té době se jmenovala Sunpu (駿府), což byla zkratka z Suruga no Kokufu. Později se stala lénem Tadanagy Tokugawy (Iejasuova syna), a nakonec byla spravována přímo šógunátem.
Moderní město bylo založeno 1. dubna 1889.

## Sport
Město má silnou fotbalovou tradici. Japonské fotbalové ligy (J1 League) se účastní klub Šimizu S-Pulse.

## Rodáci
- Midori Hondaová (* 1964) – fotbalistka
- Ecuko Handaová (* 1965) – fotbalistka
- Čiaki Jamadaová (* 1966) – fotbalistka

## Partnerská města
- Omaha, Nebraska, USA (1. duben 1965)
- Cannes, Francie (5. listopad 1991)
- Hue, Vietnam (12. duben 2005)
- Shelbyville, Shelbyville, Spojené státy americké (3. listopad 1989)
- Stockton, Kalifornie, USA (16. říjen 1959)